# 前1270年代
| 千纪： | 前2千纪 |
| 世纪： | 前14世纪 \| 前13世纪 \| 前12世纪                                                                                     |
| 年代： | 前1300年代 \| 前1290年代 \| 前1280年代 \| 前1270年代 \| 前1260年代 \| 前1250年代 \| 前1240年代                       |
| 年份： | 前1279年 \| 前1278年 \| 前1277年 \| 前1276年 \| 前1275年 \| 前1274年 \| 前1273年 \| 前1272年 \| 前1271年 \| 前1270年 |

## 重要事件及趋势
- 前1279年，塞提一世去世。
- 约前1279年5月31日，拉美西斯二世成为古埃及十九王朝的法老。
- 前1278年，拉美西斯二世击败施尔登人海盗。
- 前1274年，卡迭石战役。
- 拉美西斯二世修建阿布辛贝勒神庙。
- 前1272年，板棍球第一个记录出现在爱尔兰。
- 根据夏商周断代工程，大约盘庚时代

## 重要人物
- 塞提一世、拉美西斯二世，古埃及第十九王朝法老
- 穆瓦塔里二世、乌尔希泰舒普，赫梯国王
- 阿达德尼拉里一世，亚述国王
- 卡达什曼·图古尔，巴比伦第三王朝国王
- 埃勾斯，雅典国王
- 盘庚，商朝国王